# FC Barcelona in het seizoen 2013/14
Dit artikel geeft een overzicht van FC Barcelona in het seizoen 2013/14.

## Trainerswissel
In juli 2013 raakte bekend dat coach Tito Vilanova zou stoppen wegens ziekte. De Spanjaard moest zich opnieuw laten behandelen voor keelkanker en besloot op te stappen. In mei 2013 had Johan Cruijff de trainer van Barcelona al aangeraden om niet langer door te gaan.
Na het vertrek van Vilanova nam assistent-coach Rubi tijdelijk de leiding over terwijl het bestuur op zoek ging naar een opvolger. In de pers circuleerden de namen van onder meer André Villas-Boas, Luis Enrique, Michael Laudrup, Marcelo Bielsa, Luiz Felipe Scolari, Gerardo Martino, Frank Rijkaard en Guus Hiddink, maar de meesten onder hen ontkenden dat ze door Barcelona benaderd waren.
Op 23 juli 2013 werd de Argentijnse Gerardo Martino aangesteld als nieuwe hoofdcoach van Barcelona. Martino, die van dezelfde stad (Rosario) als sterspeler Lionel Messi afkomstig is, werd als voetballer gevormd door trainer Marcelo Bielsa. Bielsa, eveneens afkomstig van Rosario, werd ooit door Josep Guardiola beschouwd als "de beste coach ter wereld" en werd ook genoemd als kandidaat om Vilanova op te volgen. Daarnaast speelde Messi in zijn jeugd voor Newell's Old Boys, de club waar zowel Martino als Bielsa in de jaren 90 uitgroeide tot een icoon. De ex-club van Messi doopte in 2009 haar stadion om tot het Estadio Marcelo Bielsa. Een van de tribunes van het stadion werd naar Martino genoemd. In de pers werd dan ook aangenomen dat de sterspeler van Barcelona een belangrijk aandeel had in de benoeming van Martino.

## Voorzitterswissel
Op 23 januari 2013 trad voorzitter Sandro Rosell af. Vicevoorzitter Josep Maria Bartomeu nam zijn functie over. Rossell was onder vuur komen te liggen nadat de Spaanse pers bericht had dat hij informatie over de transfersom van de Braziliaanse stervoetballer Neymar had achtergehouden.

## Spelerskern
| No.           | Naam                | Nationaliteit | Geboortedatum | Vorige club                 | opgeleid bij FC Barcelona |
| ------------- | ------------------- | ------------- | ------------- | --------------------------- | ------------------------- |
| Keepers       |                     |               |               |                             |                           |
| 1             | Víctor Valdés       | Spanje        | 14-01-1982    |                             | cantera FC Barcelona      |
| 13            | José Manuel Pinto   | Spanje        | 08-11-1975    | 1998-2008 Celta de Vigo     |                           |
| 25            | Oier Olazábal       | Spanje        | 14-09-1989    |                             | cantera FC Barcelona      |
| Verdedigers   |                     |               |               |                             |                           |
| 2             | Martin Montoya      | Spanje        | 14-04-1991    |                             | cantera FC Barcelona      |
| 3             | Gerard Piqué        | Spanje        | 02-02-1987    | 2007-2008 Manchester United | cantera FC Barcelona      |
| 5             | Carles Puyol 1      | Spanje        | 13-04-1978    |                             | cantera FC Barcelona      |
| 14            | Javier Mascherano   | Argentinië    | 08-06-1984    | 2006-2010 Liverpool FC      |                           |
| 15            | Marc Bartra         | Spanje        | 15-01-1991    |                             | cantera FC Barcelona      |
| 18            | Jordi Alba          | Spanje        | 21-03-1989    | 2007-2012 Valencia          | cantera FC Barcelona      |
| 21            | Adriano             | Brazilië      | 26-10-1984    | 2004-2010 Sevilla FC        |                           |
| 22            | Daniel Alves        | Brazilië      | 06-05-1983    | 2002-2008 Sevilla FC        |                           |
| 27            | Patric              | Spanje        | 17-04-1993    |                             | cantera FC Barcelona      |
| 29            | Carles Planas       | Spanje        | 04-03-1991    |                             | cantera FC Barcelona      |
| Middenvelders |                     |               |               |                             |                           |
| 4             | Cesc Fabregas       | Spanje        | 04-05-1987    | 2003-2011 Arsenal FC        | cantera FC Barcelona      |
| 6             | Xavi Hernández 2    | Spanje        | 25-01-1980    |                             | cantera FC Barcelona      |
| 8             | Andrés Iniesta      | Spanje        | 11-05-1984    |                             | cantera FC Barcelona      |
| 12            | Jonathan Dos Santos | Mexico        | 26-04-1990    |                             | cantera FC Barcelona      |
| 16            | Sergio Busquets     | Spanje        | 16-07-1988    |                             | cantera FC Barcelona      |
| 17            | Alexandre Song      | Kameroen      | 09-09-1987    | 2005-2012 Arsenal FC        |                           |
| 19            | Ibrahim Afellay     | Nederland     | 02-04-1986    | 2012-2013 FC Schalke 04     |                           |
| 24            | Sergi Roberto       | Spanje        | 07-02-1992    |                             | cantera FC Barcelona      |
| Aanvallers    |                     |               |               |                             |                           |
| 7             | Pedro               | Spanje        | 28-07-1987    |                             | cantera FC Barcelona      |
| 9             | Alexis Sánchez      | Chili         | 19-12-1988    | 2006-2011 Udinese           |                           |
| 10            | Lionel Messi        | Argentinië    | 24-06-1987    |                             | cantera FC Barcelona      |
| 11            | Neymar              | Brazilië      | 05-02-1992    | 2009-2013 Santos            |                           |
| 20            | Cristian Tello      | Spanje        | 11-08-1991    |                             | cantera FC Barcelona      |
| 23            | Isaac Cuenca        | Spanje        | 27-04-1991    | 2012-2013 AFC Ajax          | cantera FC Barcelona      |
| 28            | Adama Traoré        | Spanje        | 25-01-1996    |                             | cantera FC Barcelona      |
| 29            | Jean Marie Dongou   | Kameroen      | 20-04-1995    |                             | cantera FC Barcelona      |

- = Aanvoerder
- = Blessure

### Technische staf
|                 |                         |               |
| Functie         | Naam                    | Nationaliteit |
| Coach           | Gerardo Martino (foto)  | Argentinië    |
| Assistent-coach | Jorge Pautasso          | Argentinië    |
| Assistent-coach | Adrián Coria            | Argentinië    |
| Assistent-coach | Jordi Roura             | Spanje        |
| Assistent-coach | Rubi                    | Spanje        |
| Fitnesscoach    | Elvio Paolorosso        | Argentinië    |
| Keeperstrainer  | José Ramón de la Fuente | Spanje        |

## Resultaten
| Primera División | Copa del Rey        | Supercopa | Champions League |
| ---------------- | ------------------- | --------- | ---------------- |
|                  |                     |           |                  |
| Vicekampioen     | Verliezend finalist | Winnaar   | 1/4 finale       |

## Uitrustingen
Shirtsponsor(s): Qatar Airways

Sportmerk: Nike
| Thuis | Uit | Alternatief | Doelman | Doelman | Doelman |  |

## Transfers

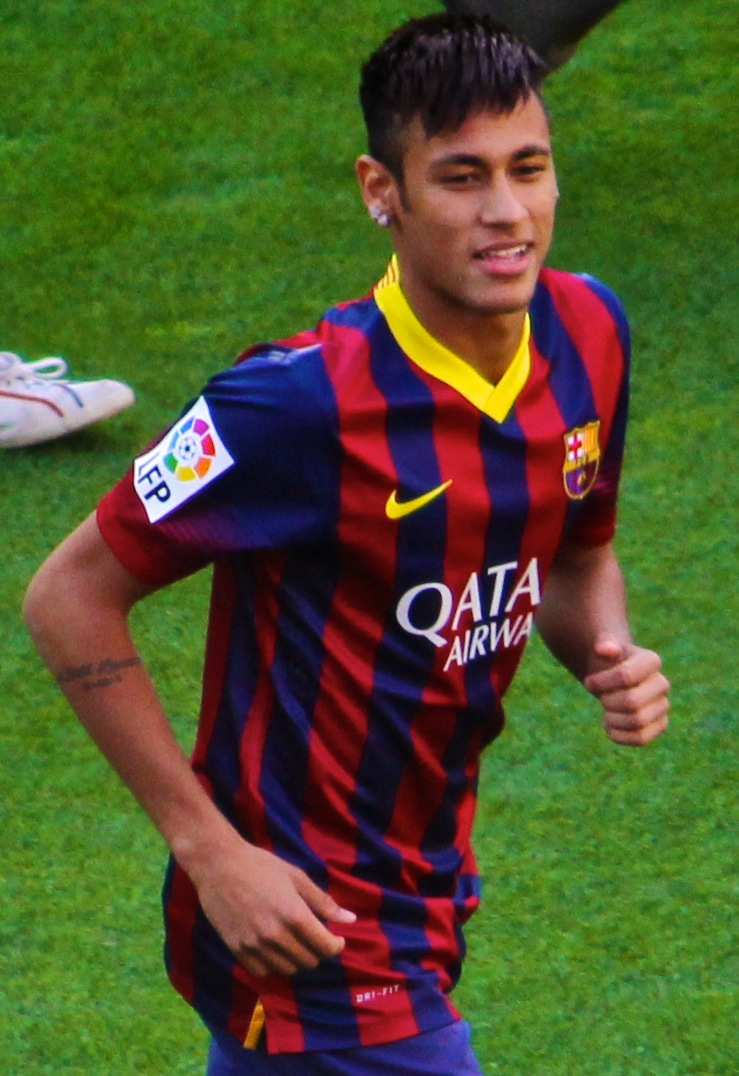
Ook rivaal Real Madrid toonde interesse in Neymar, maar de Braziliaan koos voor Barcelona, dat zo'n 54 miljoen euro voor hem neerlegde.

### Zomer
| Naam             | Nationaliteit    | Van/naar         | Prijs        |
| ---------------- | ---------------- | ---------------- | ------------ |
| Inkomend         |                  |                  |              |
| Ibrahim Afellay  | Nederland        | Schalke 04       | Einde huur   |
| Isaac Cuenca     | Spanje           | Ajax             | Einde huur   |
| Neymar           | Brazilië         | Santos           | € 86.000.000 |
| Denis Suárez     | Spanje           | Manchester City  | € 1.160.000  |
| TOTAAL UITGAVEN: | TOTAAL UITGAVEN: | TOTAAL UITGAVEN: | € 87.160.000 |
| Uitgaand         |                  |                  |              |
| Éric Abidal      | Frankrijk        | AS Monaco        | Transfervrij |
| Gerard Deulofeu  | Spanje           | Everton          | Uitgeleend   |
| Andreu Fontàs    | Spanje           | Celta de Vigo    | € 1.000.000  |
| Bojan Krkić      | Spanje           | Ajax             | Uitgeleend   |
| Marc Muniesa     | Spanje           | Stoke City       | Transfervrij |
| Rafinha          | Brazilië         | Celta de Vigo    | Uitgeleend   |
| Thiago Alcántara | Spanje           | Bayern München   | € 25.000.000 |
| David Villa      | Spanje           | Atlético Madrid  | € 2.500.000  |
| TOTAAL INKOMEN:  | TOTAAL INKOMEN:  | TOTAAL INKOMEN:  | € 28.500.000 |

## Supercopa

### Wedstrijden
| Wedstrijddetails                                       | Thuisploeg      | Uitslag | Uitploeg        | Opstelling | Kaarten                             |
| ------------------------------------------------------ | --------------- | ------- | --------------- | --- | ----------------------------------- |
| Supercopa                                              |                 |         |                 | |                                     |
| 21 augustus 2013 23:00 Estadio Vicente Calderón Madrid | Atlético Madrid | 1-1     | FC Barcelona    | Valdés Alves, Piqué, Mascherano, Alba Xavi (89' Song), Busquets, Iniesta Sánchez, Messi (Fàbregas), Pedro (59' Neymar) | 43' Busquets 65' Alba 86' Neymar    |
| 21 augustus 2013 23:00 Estadio Vicente Calderón Madrid | 12' Villa       | 1-0 1-1 | 66' Neymar      | Valdés Alves, Piqué, Mascherano, Alba Xavi (89' Song), Busquets, Iniesta Sánchez, Messi (Fàbregas), Pedro (59' Neymar) | 43' Busquets 65' Alba 86' Neymar    |
| 28 augustus 2013 23:00 Camp Nou Barcelona              | FC Barcelona    | 0-0     | Atlético Madrid | Valdés Alves, Piqué, Mascherano, Alba Xavi, Busquets, Fàbregas (73' Iniesta) Sánchez (65' Pedro), Messi, Neymar        | 28' Fàbregas 30' Busquets 54' Piqué |
| 28 augustus 2013 23:00 Camp Nou Barcelona              |                 |         |                 | Valdés Alves, Piqué, Mascherano, Alba Xavi, Busquets, Fàbregas (73' Iniesta) Sánchez (65' Pedro), Messi, Neymar        | 28' Fàbregas 30' Busquets 54' Piqué |

## Primera División

### Wedstrijden
| Wedstrijddetails                                                    | Thuisploeg                                                                | Uitslag                     | Uitploeg                                                | Opstelling | Kaarten                                                     |
| ------------------------------------------------------------------- | ------------------------------------------------------------------------- | --------------------------- | ------------------------------------------------------- | --- | ----------------------------------------------------------- |
| Heenronde                                                           |                                                                           |                             |                                                         | |                                                             |
| 18 augustus 2013 19:00 Camp Nou Barcelona                           | FC Barcelona                                                              | 7-0                         | Levante                                                 | Valdés Alves, Piqué, Mascherano, Adriano Xavi, Busquets, Fàbregas Sánchez, Messi, Pedro                                             | 88' Neymar                                                  |
| 18 augustus 2013 19:00 Camp Nou Barcelona                           | 3' Sánchez 12' Messi 24' Alves 26' Pedro 42' Messi 45' Xavi 73' Pedro     | 1-0 2-0 3-0 4-0 5-0 6-0 7-0 |                                                         | Valdés Alves, Piqué, Mascherano, Adriano Xavi, Busquets, Fàbregas Sánchez, Messi, Pedro                                             | 88' Neymar                                                  |
| 25 augustus 2013 21:00 Estadio La Rosaleda Málaga                   | Málaga CF                                                                 | 0-1                         | FC Barcelona                                            | Valdés Adriano (46' Alves), Piqué, Mascherano, Adriano Xavi, Song, Iniesta (83' Roberto) Sánchez, Fàbregas, Pedro (63' Neymar)      | 62' Sánchez 84' Alves                                       |
| 25 augustus 2013 21:00 Estadio La Rosaleda Málaga                   |                                                                           | 0-1                         | 44' Adriano                                             | Valdés Adriano (46' Alves), Piqué, Mascherano, Adriano Xavi, Song, Iniesta (83' Roberto) Sánchez, Fàbregas, Pedro (63' Neymar)      | 62' Sánchez 84' Alves                                       |
| 1 september 2013 21:00 Estadio Mestalla Valencia                    | Valencia CF                                                               | 2-3                         | FC Barcelona                                            | Valdés Alves, Piqué, Mascherano, Alba Iniesta, Busquets, Fàbregas (80' Dos Santos) Pedro (72' Tello), Messi, Neymar (90+1' Roberto) | 29' Alba 65' Alves 75' Neymar                               |
| 1 september 2013 21:00 Estadio Mestalla Valencia                    | 45' Postiga 45+3' Postiga                                                 | 0-1 0-2 0-3 1-3 2-3         | 11' Messi 39' Messi 41' Messi                           | Valdés Alves, Piqué, Mascherano, Alba Iniesta, Busquets, Fàbregas (80' Dos Santos) Pedro (72' Tello), Messi, Neymar (90+1' Roberto) | 29' Alba 65' Alves 75' Neymar                               |
| 14 september 2013 20:00 Camp Nou Barcelona                          | FC Barcelona                                                              | 3-2                         | Sevilla FC                                              | Valdés Alves, Piqué, Mascherano, Alba (15' Adriano) Xavi, Busquets, Iniesta (74' Fàbregas) Tello (63' Sánchez), Messi, Neymar       | 88' Adriano                                                 |
| 14 september 2013 20:00 Camp Nou Barcelona                          | 36' Alves 75' Messi 90+4' Sánchez                                         | 1-0 2-0 2-1 2-2 3-2         | 80' Rakitić 90' Coke                                    | Valdés Alves, Piqué, Mascherano, Alba (15' Adriano) Xavi, Busquets, Iniesta (74' Fàbregas) Tello (63' Sánchez), Messi, Neymar       | 88' Adriano                                                 |
| 21 september 2013 20:00 Campo de Fútbol de Vallecas Madrid          | Rayo Vallecano                                                            | 0-4                         | FC Barcelona                                            | Valdés Montoya, Piqué, Mascherano, Adriano Xavi (84' Dos Santos), Song, Fàbregas Pedro (75' Iniesta), Messi, Neymar (80' Tello)     | 32' Adriano                                                 |
| 21 september 2013 20:00 Campo de Fútbol de Vallecas Madrid          |                                                                           | 0-1 0-2 0-3 0-4             | 33' Pedro 47' Pedro 72' Pedro 80' Fàbregas              | Valdés Montoya, Piqué, Mascherano, Adriano Xavi (84' Dos Santos), Song, Fàbregas Pedro (75' Iniesta), Messi, Neymar (80' Tello)     | 32' Adriano                                                 |
| 24 september 2013 20:00 Camp Nou Barcelona                          | FC Barcelona                                                              | 4-1                         | Real Sociedad                                           | Valdés Alves, Piqué, Mascherano (35' Bartra), Adriano Xavi, Busquets, Iniesta Sánchez, Messi (80' Roberto), Neymar (74' Pedro)      |                                                             |
| 24 september 2013 20:00 Camp Nou Barcelona                          | 5' Neymar 8' Messi 23' Busquets 77' Bartra                                | 1-0 2-0 3-0 3-1 4-1         | 64' De la Bella                                         | Valdés Alves, Piqué, Mascherano (35' Bartra), Adriano Xavi, Busquets, Iniesta Sánchez, Messi (80' Roberto), Neymar (74' Pedro)      |                                                             |
| 28 september 2013 18:00 Estadio de los Juegos Mediterráneos Almería | UD Almería                                                                | 0-2                         | FC Barcelona                                            | Valdés Alves, Bartra, Piqué, Adriano Fàbregas, Busquets, Iniesta (90+1' Dos Santos) Sánchez (81' Tello), Messi (29' Xavi), Pedro    |                                                             |
| 28 september 2013 18:00 Estadio de los Juegos Mediterráneos Almería |                                                                           | 0-1 0-2                     | 21' Messi 56' Adriano                                   | Valdés Alves, Bartra, Piqué, Adriano Fàbregas, Busquets, Iniesta (90+1' Dos Santos) Sánchez (81' Tello), Messi (29' Xavi), Pedro    |                                                             |
| 5 oktober 2013 22:00 Camp Nou Barcelona                             | FC Barcelona                                                              | 4-1                         | Real Valladolid                                         | Valdés Alves, Bartra, Piqué (79' Busquets), Adriano Xavi, Song, Fàbregas (65' Iniesta) Tello (73' Pedro), Sánchez, Neymar           |                                                             |
| 5 oktober 2013 22:00 Camp Nou Barcelona                             | 14' Sánchez 52' Xavi 64' Sánchez 70' Neymar                               | 0-1 1-1 2-1 3-1 4-1         | 10' Guerra                                              | Valdés Alves, Bartra, Piqué (79' Busquets), Adriano Xavi, Song, Fàbregas (65' Iniesta) Tello (73' Pedro), Sánchez, Neymar           |                                                             |
| 19 oktober 2013 20:00 El Sadar Pamplona                             | Osasuna                                                                   | 0-0                         | FC Barcelona                                            | Valdés Montoya, Bartra, Puyol, Adriano Xavi (68' Messi), Busquets, Iniesta Pedro (76' Tello), Fàbregas, Neymar                      | 33' Fàbregas 84' Adriano                                    |
| 19 oktober 2013 20:00 El Sadar Pamplona                             |                                                                           |                             |                                                         | Valdés Montoya, Bartra, Puyol, Adriano Xavi (68' Messi), Busquets, Iniesta Pedro (76' Tello), Fàbregas, Neymar                      | 33' Fàbregas 84' Adriano                                    |
| 26 oktober 2013 18:00 Camp Nou Barcelona                            | FC Barcelona                                                              | 2-1                         | Real Madrid                                             | Valdés Alves, Mascherano, Piqué, Adriano Xavi, Busquets, Iniesta (77' Song) Messi, Fàbregas (70' Sánchez), Neymar (84' Pedro)       | 7' Busquets 35' Adriano                                     |
| 26 oktober 2013 18:00 Camp Nou Barcelona                            | 19' Neymar 78' Sánchez                                                    | 1-0 2-0 2-1                 | 90+1' Jesé                                              | Valdés Alves, Mascherano, Piqué, Adriano Xavi, Busquets, Iniesta (77' Song) Messi, Fàbregas (70' Sánchez), Neymar (84' Pedro)       | 7' Busquets 35' Adriano                                     |
| 29 oktober 2013 22:00 Estadio Balaídos Vigo                         | Celta de Vigo                                                             | 0-3                         | FC Barcelona                                            | Valdés Alves, Bartra, Puyol, Adriano (31' Montoya) Fàbregas (70' Iniesta), Busquets, Song Sánchez (83' Tello), Messi, Pedro         | 31' Fàbregas                                                |
| 29 oktober 2013 22:00 Estadio Balaídos Vigo                         |                                                                           | 0-1 0-2 0-3                 | 9' Sánchez 48' Yoel (own) 54' Fàbregas                  | Valdés Alves, Bartra, Puyol, Adriano (31' Montoya) Fàbregas (70' Iniesta), Busquets, Song Sánchez (83' Tello), Messi, Pedro         | 31' Fàbregas                                                |
| 1 november 2013 21:00 Camp Nou Barcelona                            | FC Barcelona                                                              | 1-0                         | Espanyol                                                | Valdés Alves, Piqué, Mascherano (89' Bartra), Montoya Xavi, Busquets, Iniesta (86' Fàbregas) Sánchez (83' Pedro), Messi, Neymar     | 77' Mascherano                                              |
| 1 november 2013 21:00 Camp Nou Barcelona                            | 68' Sánchez                                                               | 1-0                         |                                                         | Valdés Alves, Piqué, Mascherano (89' Bartra), Montoya Xavi, Busquets, Iniesta (86' Fàbregas) Sánchez (83' Pedro), Messi, Neymar     | 77' Mascherano                                              |
| 10 november 2013 21:00 Estadio Benito Villamarín Sevilla            | Real Betis                                                                | 1-4                         | FC Barcelona                                            | Valdés Alves, Bartra, Puyol, Montoya Xavi, Song, Fàbregas (80' Roberto) Pedro, Messi (22' Iniesta), Neymar (73' Tello)              | 18' Valdés 90+1' Alves                                      |
| 10 november 2013 21:00 Estadio Benito Villamarín Sevilla            | 90+2' Molina                                                              | 0-1 0-2 0-3 0-4 1-4         | 36' Neymar 37' Pedro 63' Fàbregas 79' Fàbregas          | Valdés Alves, Bartra, Puyol, Montoya Xavi, Song, Fàbregas (80' Roberto) Pedro, Messi (22' Iniesta), Neymar (73' Tello)              | 18' Valdés 90+1' Alves                                      |
| 23 november 2013 16:00 Camp Nou Barcelona                           | FC Barcelona                                                              | 4-0                         | Granada CF                                              | Pinto Montoya, Piqué, Bartra, Adriano Fàbregas, Busquets (74' Song), Iniesta Sánchez (74' Roberto), Neymar (83' Traoré), Pedro      | 28' Neymar 43' Busquets                                     |
| 23 november 2013 16:00 Camp Nou Barcelona                           | 20' Iniesta 40' Fàbregas 71' Sánchez 90' Pedro                            | 1-0 2-0 3-0 4-0             |                                                         | Pinto Montoya, Piqué, Bartra, Adriano Fàbregas, Busquets (74' Song), Iniesta Sánchez (74' Roberto), Neymar (83' Traoré), Pedro      | 28' Neymar 43' Busquets                                     |
| 1 december 2013 21:00 San Mamés Barria Bilbao                       | Athletic Bilbao                                                           | 1-0                         | FC Barcelona                                            | Pinto Montoya, Piqué, Mascherano, Adriano Xavi (78' Roberto), Busquets, Iniesta (84' Pedro) Sánchez, Fàbregas, Neymar               | 54' Neymar 58' Busquets 73' Mascherano 79' Adriano          |
| 1 december 2013 21:00 San Mamés Barria Bilbao                       | 70' Muniain                                                               | 1-0                         |                                                         | Pinto Montoya, Piqué, Mascherano, Adriano Xavi (78' Roberto), Busquets, Iniesta (84' Pedro) Sánchez, Fàbregas, Neymar               | 54' Neymar 58' Busquets 73' Mascherano 79' Adriano          |
| 14 december 2013 20:00 Camp Nou Barcelona                           | FC Barcelona                                                              | 2-1                         | Villarreal                                              | Pinto Montoya, Bartra, Piqué, Alba Song (62' Xavi), Busquets, Iniesta Sánchez (83' Pedro), Fàbregas (87' Roberto), Neymar           | 85' Neymar                                                  |
| 14 december 2013 20:00 Camp Nou Barcelona                           | 30' Neymar 68' Neymar                                                     | 1-0 1-1 2-1                 | 48' Musacchio                                           | Pinto Montoya, Bartra, Piqué, Alba Song (62' Xavi), Busquets, Iniesta Sánchez (83' Pedro), Fàbregas (87' Roberto), Neymar           | 85' Neymar                                                  |
| 22 december 2013 17:00 Coliseum Alfonso Pérez Getafe                | Getafe CF                                                                 | 2-5                         | FC Barcelona                                            | Pinto Alves, Piqué, Mascherano, Alba Roberto, Busquets (89' Bartra), Iniesta Sánchez, Fàbregas (85' Song), Pedro (80' Tello)        | 31' Alves 54' Piqué 86' Busquets                            |
| 22 december 2013 17:00 Coliseum Alfonso Pérez Getafe                | 10' Escudero 15' López                                                    | 1-0 2-0 2-1 2-2 2-3 2-4 2-5 | 34' Pedro 41' Pedro 43' Pedro 68' Fàbregas 72' Fàbregas | Pinto Alves, Piqué, Mascherano, Alba Roberto, Busquets (89' Bartra), Iniesta Sánchez, Fàbregas (85' Song), Pedro (80' Tello)        | 31' Alves 54' Piqué 86' Busquets                            |
| 5 januari 2014 16:00 Camp Nou Barcelona                             | FC Barcelona                                                              | 4-0                         | Elche                                                   | Valdés Montoya, Piqué, Bartra, Alba Xavi (65' Roberto), Song, Iniesta Sánchez (74' Tello), Fàbregas, Pedro (81' Neymar)             | 73' Alba 73' Fàbregas                                       |
| 5 januari 2014 16:00 Camp Nou Barcelona                             | 7' Sánchez 16' Pedro 63' Sánchez 69' Sánchez                              | 1-0 2-0 3-0 4-0             |                                                         | Valdés Montoya, Piqué, Bartra, Alba Xavi (65' Roberto), Song, Iniesta Sánchez (74' Tello), Fàbregas, Pedro (81' Neymar)             | 73' Alba 73' Fàbregas                                       |
| 11 januari 2014 20:00 Estadio Vicente Calderón Madrid               | Atlético Madrid                                                           | 0-0                         | FC Barcelona                                            | Valdés Alves, Piqué, Mascherano, Alba Xavi, Busquets, Iniesta (46' Messi) Sánchez (67' Neymar), Fàbregas, Pedro (82' Roberto)       | 57' Alba 72' Mascherano 83' Alves                           |
| 11 januari 2014 20:00 Estadio Vicente Calderón Madrid               |                                                                           |                             |                                                         | Valdés Alves, Piqué, Mascherano, Alba Xavi, Busquets, Iniesta (46' Messi) Sánchez (67' Neymar), Fàbregas, Pedro (82' Roberto)       | 57' Alba 72' Mascherano 83' Alves                           |
| 19 januari 2014 19:00 Estadio Ciudad de Valencia Valencia           | Levante                                                                   | 1-1                         | FC Barcelona                                            | Valdés Montoya, Piqué, Mascherano, Alba Xavi (84' Dongou), Busquets, Fàbregas (73' Roberto) Sánchez, Messi, Pedro (77' Tello)       | 34' Mascherano                                              |
| 19 januari 2014 19:00 Estadio Ciudad de Valencia Valencia           | 10' Vyntra                                                                | 1-0 1-1                     | 19' Piqué                                               | Valdés Montoya, Piqué, Mascherano, Alba Xavi (84' Dongou), Busquets, Fàbregas (73' Roberto) Sánchez, Messi, Pedro (77' Tello)       | 34' Mascherano                                              |
| 26 januari 2014 21:00 Camp Nou Barcelona                            | FC Barcelona                                                              | 3-0                         | Málaga CF                                               | Valdés Alves, Piqué, Mascherano, Alba Xavi (78' Roberto), Busquets, Fàbregas Sánchez (87' Afellay), Messi, Pedro (61' Tello)        | 30' Piqué                                                   |
| 26 januari 2014 21:00 Camp Nou Barcelona                            | 40' Piqué 55' Pedro 61' Sánchez                                           | 1-0 2-0 3-0                 |                                                         | Valdés Alves, Piqué, Mascherano, Alba Xavi (78' Roberto), Busquets, Fàbregas Sánchez (87' Afellay), Messi, Pedro (61' Tello)        | 30' Piqué                                                   |
| 1 februari 2014 16:00 Camp Nou Barcelona                            | FC Barcelona                                                              | 2-3                         | Valencia CF                                             | Valdés Alves, Piqué, Mascherano, Alba Xavi (65' Iniesta), Busquets, Fàbregas (77' Tello) Sánchez, Messi, Pedro                      | 52' Alba 78' Alba 79' Mascherano                            |
| 1 februari 2014 16:00 Camp Nou Barcelona                            | 7' Sánchez 54' Messi                                                      | 1-0 1-1 1-2 2-2 2-3         | 44' Parejo 48' Piatti 59' Alcácer                       | Valdés Alves, Piqué, Mascherano, Alba Xavi (65' Iniesta), Busquets, Fàbregas (77' Tello) Sánchez, Messi, Pedro                      | 52' Alba 78' Alba 79' Mascherano                            |
| 9 februari 2014 21:00 Estadio Ramón Sánchez Pizjuán Sevilla         | Sevilla FC                                                                | 1-4                         | FC Barcelona                                            | Valdés Montoya, Piqué, Bartra, Adriano Xavi (83' Busquets), Song, Iniesta Sánchez (89' Roberto), Messi, Pedro (73' Fàbregas)        | 20' Song 59' Pedro 68' Valdés                               |
| 9 februari 2014 21:00 Estadio Ramón Sánchez Pizjuán Sevilla         | 15' Moreno                                                                | 1-0 1-1 1-2 1-3 1-4         | 34' Sánchez 44' Messi 56' Messi 88' Fàbregas            | Valdés Montoya, Piqué, Bartra, Adriano Xavi (83' Busquets), Song, Iniesta Sánchez (89' Roberto), Messi, Pedro (73' Fàbregas)        | 20' Song 59' Pedro 68' Valdés                               |
| 15 februari 2014 20:00 Camp Nou Barcelona                           | FC Barcelona                                                              | 6-0                         | Rayo Vallecano                                          | Valdés Alves, Piqué, Puyol (68' Mascherano), Adriano Fàbregas, Busquets, Iniesta Sánchez, Messi (74' Tello), Pedro (62' Neymar)     |                                                             |
| 15 februari 2014 20:00 Camp Nou Barcelona                           | 2' Adriano 36' Messi 53' Sánchez 56' Pedro 68' Messi 89' Neymar           | 1-0 2-0 3-0 4-0 5-0 6-0     |                                                         | Valdés Alves, Piqué, Puyol (68' Mascherano), Adriano Fàbregas, Busquets, Iniesta Sánchez, Messi (74' Tello), Pedro (62' Neymar)     |                                                             |
| 22 februari 2014 20:00 Estadio Anoeta San Sebastian                 | Real Sociedad                                                             | 3-1                         | FC Barcelona                                            | Valdés Montoya (73' Sánchez), Piqué, Bartra, Adriano Song (61' Fàbregas), Busquets, Iniesta Pedro, Messi, Neymar                    | 22' Busquets 39' Bartra 52' Piqué                           |
| 22 februari 2014 20:00 Estadio Anoeta San Sebastian                 | 32' Song (own) 54' Griezmann 59' Zurutuza                                 | 1-0 1-1 2-1 3-1             | 36' Messi                                               | Valdés Montoya (73' Sánchez), Piqué, Bartra, Adriano Song (61' Fàbregas), Busquets, Iniesta Pedro, Messi, Neymar                    | 22' Busquets 39' Bartra 52' Piqué                           |
| 15 februari 2014 20:00 Camp Nou Barcelona                           | FC Barcelona                                                              | 4-1                         | UD Almería                                              | Valdés Alves, Puyol, Mascherano, Adriano Xavi, Busquets, Fàbregas (79' Iniesta) Sánchez (72' Pedro), Messi, Neymar (88' Tello)      | 25' Adriano                                                 |
| 15 februari 2014 20:00 Camp Nou Barcelona                           | 9' Sánchez 24' Messi 83' Puyol 89' Xavi                                   | 1-0 2-0 2-1 3-1 4-1         | 27' Trujillo                                            | Valdés Alves, Puyol, Mascherano, Adriano Xavi, Busquets, Fàbregas (79' Iniesta) Sánchez (72' Pedro), Messi, Neymar (88' Tello)      | 25' Adriano                                                 |
| 8 maart 2014 16:00 Estadio Nuevo José Zorrilla Valladolid           | Real Valladolid                                                           | 1-0                         | FC Barcelona                                            | Valdés Alves, Piqué (72' Roberto), Mascherano, Adriano Xavi, Busquets, Fàbregas (61' Sánchez) Pedro, Messi, Neymar (73' Tello)      | 65' Piqué                                                   |
| 8 maart 2014 16:00 Estadio Nuevo José Zorrilla Valladolid           | 17' Rossi                                                                 | 1-0                         |                                                         | Valdés Alves, Piqué (72' Roberto), Mascherano, Adriano Xavi, Busquets, Fàbregas (61' Sánchez) Pedro, Messi, Neymar (73' Tello)      | 65' Piqué                                                   |
| 16 maart 2014 17:00 Camp Nou Barcelona                              | FC Barcelona                                                              | 7-0                         | Osasuna                                                 | Valdés Alves, Bartra, Mascherano (82' Adriano, Alba Xavi (61' Song), Busquets, Iniesta Sánchez (77' Tello), Messi, Pedro            | 58' Mascherano                                              |
| 16 maart 2014 17:00 Camp Nou Barcelona                              | 18' Messi 22' Sánchez 34' Iniesta 63' Messi 78' Tello 88' Messi 90' Pedro | 1-0 2-0 3-0 4-0 5-0 6-0 7-0 |                                                         | Valdés Alves, Bartra, Mascherano (82' Adriano, Alba Xavi (61' Song), Busquets, Iniesta Sánchez (77' Tello), Messi, Pedro            | 58' Mascherano                                              |
| 23 maart 2014 21:00 Estadio Santiago Bernabéu Madrid                | Real Madrid                                                               | 3-4                         | FC Barcelona                                            | Valdés Alves, Piqué, Mascherano, Alba Xavi, Busquets, Fàbregas (78' Sánchez) Neymar (69' Pedro), Messi, Iniesta                     | 43' Fàbregas 66' Busquets                                   |
| 23 maart 2014 21:00 Estadio Santiago Bernabéu Madrid                | 20' Benzema 24' Benzema 55' Ronaldo                                       | 0-1 1-1 2-1 2-2 3-2 3-3 3-4 | 7' Iniesta 42' Messi 65' Messi 84' Messi                | Valdés Alves, Piqué, Mascherano, Alba Xavi, Busquets, Fàbregas (78' Sánchez) Neymar (69' Pedro), Messi, Iniesta                     | 43' Fàbregas 66' Busquets                                   |
| 26 maart 2014 20:00 Camp Nou Barcelona                              | FC Barcelona                                                              | 3-0                         | Celta de Vigo                                           | Valdés (23' Pinto) Adriano, Bartra, Mascherano, Alba Fàbregas, Song, Iniesta (46' Roberto) Sánchez, Messi, Neymar (71' Pedro)       | 21' Adriano 45+4' Alba                                      |
| 26 maart 2014 20:00 Camp Nou Barcelona                              | 6' Neymar 30' Messi 67' Neymar                                            | 1-0 2-0 3-0                 |                                                         | Valdés (23' Pinto) Adriano, Bartra, Mascherano, Alba Fàbregas, Song, Iniesta (46' Roberto) Sánchez, Messi, Neymar (71' Pedro)       | 21' Adriano 45+4' Alba                                      |
| 29 maart 2014 16:00 Estadi Cornellà-El Prat Barcelona               | Espanyol                                                                  | 0-1                         | FC Barcelona                                            | Pinto Alves, Piqué, Mascherano, Alba Xavi, Busquets, Fàbregas (90' Roberto) Pedro (77' Iniesta), Messi, Neymar (81' Sánchez)        | 45+1' Busquets 90+4' Alba                                   |
| 29 maart 2014 16:00 Estadi Cornellà-El Prat Barcelona               |                                                                           | 0-1                         | 77' Messi                                               | Pinto Alves, Piqué, Mascherano, Alba Xavi, Busquets, Fàbregas (90' Roberto) Pedro (77' Iniesta), Messi, Neymar (81' Sánchez)        | 45+1' Busquets 90+4' Alba                                   |
| 5 april 2014 18:00 Camp Nou Barcelona                               | FC Barcelona                                                              | 3-1                         | Real Betis                                              | Pinto Alves, Bartra, Mascherano, Adriano Xavi (88' Song), Busquets, Iniesta (79' Fàbregas) Sánchez, Messi, Pedro (79' Neymar)       |                                                             |
| 5 april 2014 18:00 Camp Nou Barcelona                               | 14' Messi 67' Figueras (own) 86' Messi                                    | 1-0 2-0 2-1 3-1             | 68' Castro                                              | Pinto Alves, Bartra, Mascherano, Adriano Xavi (88' Song), Busquets, Iniesta (79' Fàbregas) Sánchez, Messi, Pedro (79' Neymar)       |                                                             |
| 12 april 2014 20:00 Estadio Nuevo Los Cármenes Granada              | Granada CF                                                                | 1-0                         | FC Barcelona                                            | Pinto Montoya, Busquets (74' Sánchez), Mascherano, Adriano (68' Alba) Fàbregas, Song, Iniesta Pedro, Messi, Neymar                  | 45' Neymar 65' Messi 66' Busquets                           |
| 12 april 2014 20:00 Estadio Nuevo Los Cármenes Granada              | 16' Brahimi                                                               | 1-0                         |                                                         | Pinto Montoya, Busquets (74' Sánchez), Mascherano, Adriano (68' Alba) Fàbregas, Song, Iniesta Pedro, Messi, Neymar                  | 45' Neymar 65' Messi 66' Busquets                           |
| 20 april 2014 21:00 Camp Nou Barcelona                              | FC Barcelona                                                              | 2-1                         | Athletic Bilbao                                         | Pinto Alves, Bartra, Mascherano, Adriano Xavi (70' Fàbregas), Song, Iniesta Sánchez (86' Tello), Messi, Pedro                       | 21' Bartra 79' Pedro                                        |
| 20 april 2014 21:00 Camp Nou Barcelona                              | 72' Pedro 74' Messi                                                       | 0-1 1-1 1-2                 | 50' Aduriz                                              | Pinto Alves, Bartra, Mascherano, Adriano Xavi (70' Fàbregas), Song, Iniesta Sánchez (86' Tello), Messi, Pedro                       | 21' Bartra 79' Pedro                                        |
| 27 april 2014 21:00 Estadio El Madrigal Villarreal                  | Villarreal                                                                | 2-3                         | FC Barcelona                                            | Pinto Alves, Bartra, Mascherano, Adriano Xavi (62' Tello), Busquets, Iniesta Sánchez (62' Fàbregas), Messi, Pedro (90' Roberto)     | 50' Sánchez 85' Busquets 90+1' Alves                        |
| 27 april 2014 21:00 Estadio El Madrigal Villarreal                  | 45+1' Cani 55' Trigueros                                                  | 1-0 2-0 2-1 2-2 2-3         | 65' Paulista (own) 78' Musacchio (own) 83' Messi        | Pinto Alves, Bartra, Mascherano, Adriano Xavi (62' Tello), Busquets, Iniesta Sánchez (62' Fàbregas), Messi, Pedro (90' Roberto)     | 50' Sánchez 85' Busquets 90+1' Alves                        |
| 3 mei 2014 16:00 Camp Nou Barcelona                                 | FC Barcelona                                                              | 2-2                         | Getafe CF                                               | Pinto Alves, Bartra, Mascherano (66' Fàbregas), Adriano Xavi (87' Song), Busquets, Iniesta Sánchez, Messi, Pedro (90+1' Tello)      | 36' Mascherano 38' Alves 90' Adriano                        |
| 3 mei 2014 16:00 Camp Nou Barcelona                                 | 23' Messi 67' Sánchez                                                     | 1-0 1-1 2-1 2-2             | 37' Lafita 90+2' Lafita                                 | Pinto Alves, Bartra, Mascherano (66' Fàbregas), Adriano Xavi (87' Song), Busquets, Iniesta Sánchez, Messi, Pedro (90+1' Tello)      | 36' Mascherano 38' Alves 90' Adriano                        |
| 11 mei 2014 19:00 Estadio Manuel Martínez Valero Elche              | Elche                                                                     | 0-0                         | FC Barcelona                                            | Pinto Alves, Bartra, Mascherano, Adriano Fàbregas (81' Xavi), Busquets, Iniesta Sánchez, Messi, Pedro (68' Tello)                   | 50' Sánchz 56' Mascherano 62' Pedro                         |
| 11 mei 2014 19:00 Estadio Manuel Martínez Valero Elche              |                                                                           |                             |                                                         | Pinto Alves, Bartra, Mascherano, Adriano Fàbregas (81' Xavi), Busquets, Iniesta Sánchez, Messi, Pedro (68' Tello)                   | 50' Sánchz 56' Mascherano 62' Pedro                         |
| 11 mei 2014 18:00 Camp Nou Barcelona                                | FC Barcelona                                                              | 1-1                         | Atlético Madrid                                         | Pinto Alves, Piqué, Mascherano, Adriano Fàbregas (77' Xavi), Busquets (57' Song), Iniesta Sánchez, Messi, Pedro (62' Neymar)        | 5' Piqué 45+3' Messi 45+3' Busquets 73' Song 90' Mascherano |
| 11 mei 2014 18:00 Camp Nou Barcelona                                | 34' Sánchez                                                               | 1-0 1-1                     | 49' Godín                                               | Pinto Alves, Piqué, Mascherano, Adriano Fàbregas (77' Xavi), Busquets (57' Song), Iniesta Sánchez, Messi, Pedro (62' Neymar)        | 5' Piqué 45+3' Messi 45+3' Busquets 73' Song 90' Mascherano |

### Overzicht
| Speeldag  | 1 | 2 | 3 | 4  | 5  | 6  | 7  | 8  | 9  | 10 | 11 | 12 | 13 | 14 | 15 | 16 | 17 | 18 | 19 | 20 | 21 | 22 | 23 | 24 | 25 | 26 | 27 | 28 | 29 | 30 | 31 | 32 | 33 | 34 | 35 | 36 | 37 | 38 |
| --------- | - | - | - | -- | -- | -- | -- | -- | -- | -- | -- | -- | -- | -- | -- | -- | -- | -- | -- | -- | -- | -- | -- | -- | -- | -- | -- | -- | -- | -- | -- | -- | -- | -- | -- | -- | -- | -- |
| Resultaat | w | w | w | w  | w  | w  | w  | w  | g  | w  | w  | w  | w  | w  | v  | w  | w  | w  | g  | g  | w  | v  | w  | w  | v  | w  | v  | w  | w  | w  | w  | w  | v  | w  | w  | g  | g  | g  |
| Punten    | 3 | 6 | 9 | 12 | 15 | 18 | 21 | 24 | 25 | 28 | 31 | 34 | 37 | 40 | 40 | 43 | 46 | 49 | 50 | 51 | 54 | 54 | 57 | 60 | 60 | 63 | 63 | 66 | 69 | 72 | 75 | 78 | 78 | 81 | 84 | 85 | 86 | 87 |
| Positie   | 1 | 1 | 1 | 2  | 1  | 1  | 1  | 1  | 1  | 1  | 1  | 1  | 1  | 1  | 1  | 1  | 1  | 1  | 1  | 1  | 1  | 2  | 1  | 1  | 2  | 2  | 3  | 3  | 3  | 2  | 2  | 2  | 3  | 2  | 2  | 2  | 2  | 2  |

## Copa del Rey

### Wedstrijden
| Wedstrijddetails                                         | Thuisploeg                                                 | Uitslag                 | Uitploeg                                         | Opstelling | Kaarten                               |
| -------------------------------------------------------- | ---------------------------------------------------------- | ----------------------- | ------------------------------------------------ | --- | ------------------------------------- |
| 1/16 finale                                              |                                                            |                         |                                                  | |                                       |
| 6 december 2013 22:00 Estadio Cartagonova Cartagena      | FC Cartagena (III)                                         | 1-4                     | FC Barcelona                                     | Pinto Adriano, Puyol, Bartra, Alba (80' Montoya) Roberto, Busquets, Song Sánchez (77' Dongou), Fàbregas, Pedro                   |                                       |
| 6 december 2013 22:00 Estadio Cartagonova Cartagena      | 16' Fernando                                               | 1-0 1-1 1-2 1-3 1-4     | 36' Pedro 43' Fàbregas 76' Pedro 90' Dongou      | Pinto Adriano, Puyol, Bartra, Alba (80' Montoya) Roberto, Busquets, Song Sánchez (77' Dongou), Fàbregas, Pedro                   |                                       |
| 17 december 2013 22:00 Camp Nou Barcelona                | FC Barcelona                                               | 3-0                     | FC Cartagena (III)                               | Pinto Montoya, Puyol, Mascherano, Adriano (80' Alba) Roberto, Song, Fàbregas (76' Iniesta) Pedro (76' Sánchez), Neymar, Tello    | 59' Puyol                             |
| 17 december 2013 22:00 Camp Nou Barcelona                | 30' Pedro 67' Mariano (own) 87' Neymar                     | 1-0 2-0 3-0             |                                                  | Pinto Montoya, Puyol, Mascherano, Adriano (80' Alba) Roberto, Song, Fàbregas (76' Iniesta) Pedro (76' Sánchez), Neymar, Tello    | 59' Puyol                             |
| 1/8 finale                                               |                                                            |                         |                                                  | |                                       |
| 8 januari 2014 22:00 Camp Nou Barcelona                  | FC Barcelona                                               | 4-0                     | Getafe                                           | Pinto Montoya, Puyol, Mascherano, Adriano Roberto, Busquets, Iniesta (64' Messi) Sánchez (75' Tello), Fàbregas (81' Song), Pedro | 85' Montoya                           |
| 8 januari 2014 22:00 Camp Nou Barcelona                  | 9' Fàbregas 63' Fàbregas 90' Messi 90+2' Messi             | 1-0 2-0 3-0 4-0         |                                                  | Pinto Montoya, Puyol, Mascherano, Adriano Roberto, Busquets, Iniesta (64' Messi) Sánchez (75' Tello), Fàbregas (81' Song), Pedro | 85' Montoya                           |
| 16 januari 2014 22:00 Coliseum Alfonso Pérez Getafe      | Getafe                                                     | 0-2                     | FC Barcelona                                     | Pinto Alves, Puyol, Bartra, Adriano Roberto, Song, Fàbregas (70' Xavi) Tello, Messi, Neymar (28' Sánchez)                        |                                       |
| 16 januari 2014 22:00 Coliseum Alfonso Pérez Getafe      |                                                            | 0-1 0-2                 | 44' Messi 63' Messi                              | Pinto Alves, Puyol, Bartra, Adriano Roberto, Song, Fàbregas (70' Xavi) Tello, Messi, Neymar (28' Sánchez)                        |                                       |
| Kwartfinale                                              |                                                            |                         |                                                  | |                                       |
| 22 januari 2014 22:00 Estadi Ciutat de València Valencia | Levante                                                    | 1-4                     | FC Barcelona                                     | Pinto Alves, Puyol (57' Mascherano), Bartra, Adriano Xavi, Song, Roberto Pedro (77' Sánchez), Messi, Tello                       | 25' Bartra 71' Adriano                |
| 22 januari 2014 22:00 Estadi Ciutat de València Valencia | 31' El Zhar                                                | 1-0 1-1 1-2 1-3 1-4     | 53' Juanfran (own) 60' Tello 81' Tello 86' Tello | Pinto Alves, Puyol (57' Mascherano), Bartra, Adriano Xavi, Song, Roberto Pedro (77' Sánchez), Messi, Tello                       | 25' Bartra 71' Adriano                |
| 29 januari 2014 22:00 Camp Nou Barcelona                 | FC Barcelona                                               | 5-1                     | Levante                                          | Pinto Montoya, Puyol, Bartra, Adriano Roberto, Song, Iniesta (46' Pedro) Sánchez (78' Mascherano), Fàbregas (69' Afellay), Tello | 12' Roberto 40' Song                  |
| 29 januari 2014 22:00 Camp Nou Barcelona                 | 28' Adriano 44' Puyol 50' Sánchez 52' Sánchez 68' Fàbregas | 0-1 1-1 2-1 3-1 4-1 5-1 | 9' Roberto (own)                                 | Pinto Montoya, Puyol, Bartra, Adriano Roberto, Song, Iniesta (46' Pedro) Sánchez (78' Mascherano), Fàbregas (69' Afellay), Tello | 12' Roberto 40' Song                  |
| Halve finale                                             |                                                            |                         |                                                  | |                                       |
| 5 februari 2014 22:00 Camp Nou Barcelona                 | FC Barcelona                                               | 2-0                     | Real Sociedad                                    | Pinto Alves, Piqué, Mascherano, Alba Xavi, Busquets, Fàbregas (86' Tello) Sánchez (74' Iniesta), Messi, Pedro                    | 26' Busquets 36' Mascherano 73' Messi |
| 5 februari 2014 22:00 Camp Nou Barcelona                 | 44' Busquets 60' Zubikarai (own)                           | 1-0 2-0                 |                                                  | Pinto Alves, Piqué, Mascherano, Alba Xavi, Busquets, Fàbregas (86' Tello) Sánchez (74' Iniesta), Messi, Pedro                    | 26' Busquets 36' Mascherano 73' Messi |
| 12 februari 2014 22:00 Estadio Anoeta San Sebastián      | Real Sociedad                                              | 1-1                     | FC Barcelona                                     | Pinto Alves, Piqué, Mascherano, Alba Xavi (66' Song), Busquets (90' Bartra), Iniesta Pedro (77' Sánchez), Messi, Fàbregas        | 26' Busquets 89' Fàbregas             |
| 12 februari 2014 22:00 Estadio Anoeta San Sebastián      | 87' Griezmann                                              | 0-1 1-1                 | 27' Messi                                        | Pinto Alves, Piqué, Mascherano, Alba Xavi (66' Song), Busquets (90' Bartra), Iniesta Pedro (77' Sánchez), Messi, Fàbregas        | 26' Busquets 89' Fàbregas             |
| Finale                                                   |                                                            |                         |                                                  | |                                       |
| 16 april 2014 21:30 Estadio Mestalla Valencia            | FC Barcelona                                               | 1-2                     | Real Madrid                                      | Pinto Alves, Bartra (86' Sánchez), Mascherano, Alba (46' Adriano) Xavi, Busquets, Iniesta Neymar, Messi, Fàbregas (60' Pedro)    | 17' Neymar 53' Mascherano             |
| 16 april 2014 21:30 Estadio Mestalla Valencia            | 68' Bartra                                                 | 0-1 1-1 1-2             | 11' Di María 85' Bale                            | Pinto Alves, Bartra (86' Sánchez), Mascherano, Alba (46' Adriano) Xavi, Busquets, Iniesta Neymar, Messi, Fàbregas (60' Pedro)    | 17' Neymar 53' Mascherano             |

## UEFA Champions League

### Wedstrijden
| Wedstrijddetails                                   | Thuisploeg                                                    | Uitslag                     | Uitploeg            | Opstelling | Kaarten                                                   |
| -------------------------------------------------- | ------------------------------------------------------------- | --------------------------- | ------------------- | --- | --------------------------------------------------------- |
| Groepsfase                                         |                                                               |                             |                     | |                                                           |
| 18 september 2013 20:45 Camp Nou Barcelona         | FC Barcelona                                                  | 4-0                         | Ajax                | Valdés Alves, Piqué (80' Bartra), Mascherano, Adriano Fàbregas (72' Xavi), Busquets, Iniesta Sánchez, Messi, Neymar (72' Pedro) |                                                           |
| 18 september 2013 20:45 Camp Nou Barcelona         | 22' Messi 55' Messi 69' Piqué 75' Messi                       | 1-0 2-0 3-0 4-0             |                     | Valdés Alves, Piqué (80' Bartra), Mascherano, Adriano Fàbregas (72' Xavi), Busquets, Iniesta Sánchez, Messi, Neymar (72' Pedro) |                                                           |
| 1 oktober 2013 20:45 Celtic Park Glasgow           | Celtic FC                                                     | 0-1                         | FC Barcelona        | Valdés Alves, Piqué, Bartra, Adriano Xavi, Busquets, Fàbregas (78' Tello), Iniesta (89' Song) Pedro (74' Sánchez), Neymar       | 55' Fàbregas 75' Busquets 90' Sánchez                     |
| 1 oktober 2013 20:45 Celtic Park Glasgow           |                                                               | 0-1                         | 75' Fàbregas        | Valdés Alves, Piqué, Bartra, Adriano Xavi, Busquets, Fàbregas (78' Tello), Iniesta (89' Song) Pedro (74' Sánchez), Neymar       | 55' Fàbregas 75' Busquets 90' Sánchez                     |
| 22 oktober 2013 20:45 San Siro Milaan              | AC Milan                                                      | 1-1                         | FC Barcelona        | Valdés Alves, Piqué, Mascherano, Adriano Xavi, Busquets, Iniesta Sánchez (74' Fàbregas), Messi, Neymar (81' Pedro)              | 33' Sánchez 81' Fàbregas                                  |
| 22 oktober 2013 20:45 San Siro Milaan              | 9' Robinho                                                    | 1-0 1-1                     | 24' Messi           | Valdés Alves, Piqué, Mascherano, Adriano Xavi, Busquets, Iniesta Sánchez (74' Fàbregas), Messi, Neymar (81' Pedro)              | 33' Sánchez 81' Fàbregas                                  |
| 6 november 2013 20:45 Camp Nou Barcelona           | FC Barcelona                                                  | 3-1                         | AC Milan            | Valdés Alves, Piqué, Mascherano, Adriano Xavi (88' Song), Busquets, Iniesta (78' Fàbregas) Sánchez, Messi, Neymar (85' Pedro)   | 62' Sánchez                                               |
| 6 november 2013 20:45 Camp Nou Barcelona           | 30' Messi 40' Busquets 83' Messi                              | 1-0 2-0 2-1 3-1             | 45' Piqué (own)     | Valdés Alves, Piqué, Mascherano, Adriano Xavi (88' Song), Busquets, Iniesta (78' Fàbregas) Sánchez, Messi, Neymar (85' Pedro)   | 62' Sánchez                                               |
| 26 november 2013 20:45 Amsterdam ArenA Amsterdam   | Ajax                                                          | 2-1                         | FC Barcelona        | Pinto Puyol (68' Patric), Piqué, Mascherano, Montoya Xavi (74' Roberto), Song, Iniesta Pedro, Fàbregas (82' Traoré), Neymar     | 31' Piqué 39' Fàbregas 52' Iniesta 53' Neymar 68' Montoya |
| 26 november 2013 20:45 Amsterdam ArenA Amsterdam   | 19' Serero 41' Hoesen                                         | 1-0 2-0 2-1                 | 49' Xavi            | Pinto Puyol (68' Patric), Piqué, Mascherano, Montoya Xavi (74' Roberto), Song, Iniesta Pedro, Fàbregas (82' Traoré), Neymar     | 31' Piqué 39' Fàbregas 52' Iniesta 53' Neymar 68' Montoya |
| 11 december 2013 20:45 Camp Nou Barcelona          | FC Barcelona                                                  | 6-1                         | Celtic FC           | Pinto Montoya, Piqué, Mascherano, Adriano Roberto, Busquets (73' Song), Xavi Sánchez (63' Tello), Neymar (81' Dongou), Pedro    | 41' Roberto                                               |
| 11 december 2013 20:45 Camp Nou Barcelona          | 7' Piqué 39' Pedro 44' Neymar 48' Neymar 58' Neymar 72' Tello | 1-0 2-0 3-0 4-0 5-0 6-0 6-1 | 88' Samaras         | Pinto Montoya, Piqué, Mascherano, Adriano Roberto, Busquets (73' Song), Xavi Sánchez (63' Tello), Neymar (81' Dongou), Pedro    | 41' Roberto                                               |
| 1/8 finale                                         |                                                               |                             |                     | |                                                           |
| 18 februari 2014 20:45 Etihad Stadium Manchester   | Manchester City                                               | 0-2                         | FC Barcelona        | Valdés Alves, Piqué, Mascherano, Alba Xavi, Busquets, Fàbregas (86' Roberto) Sánchez (74' Neymar), Messi, Iniesta               | 23' Alves 76' Mascherano                                  |
| 18 februari 2014 20:45 Etihad Stadium Manchester   |                                                               | 0-1 0-2                     | 54' Messi 90' Alves | Valdés Alves, Piqué, Mascherano, Alba Xavi, Busquets, Fàbregas (86' Roberto) Sánchez (74' Neymar), Messi, Iniesta               | 23' Alves 76' Mascherano                                  |
| 12 maart 2014 20:45 Camp Nou Barcelona             | FC Barcelona                                                  | 2-1                         | Manchester City     | Valdés Alves, Piqué, Mascherano, Alba Xavi, Busquets, Fàbregas (86' Roberto) Neymar (80' Sánchez), Messi, Iniesta               | 54' Fàbregas                                              |
| 12 maart 2014 20:45 Camp Nou Barcelona             | 67' Messi 90+1' Alves                                         | 1-0 1-1 2-1                 | 89' Kompany         | Valdés Alves, Piqué, Mascherano, Alba Xavi, Busquets, Fàbregas (86' Roberto) Neymar (80' Sánchez), Messi, Iniesta               | 54' Fàbregas                                              |
| Kwartfinale                                        |                                                               |                             |                     | |                                                           |
| 1 april 2014 20:45 Camp Nou Barcelona              | FC Barcelona                                                  | 1-1                         | Atlético Madrid     | Pinto Alves, Piqué (12' Bartra), Mascherano, Alba Xavi, Busquets, Fàbregas (68' Sánchez) Neymar, Messi, Iniesta                 | 56' Iniesta 58' Alba                                      |
| 1 april 2014 20:45 Camp Nou Barcelona              | 71' Neymar                                                    | 0-1 1-1                     | 56' Diego           | Pinto Alves, Piqué (12' Bartra), Mascherano, Alba Xavi, Busquets, Fàbregas (68' Sánchez) Neymar, Messi, Iniesta                 | 56' Iniesta 58' Alba                                      |
| 9 april 2014 20:45 Estadio Vicente Calderón Madrid | Atlético Madrid                                               | 1-0                         | FC Barcelona        | Pinto Alves, Bartra, Mascherano, Alba Xavi, Busquets, Iniesta (72' Pedro) Fàbregas (61' Sánchez), Messi, Neymar,                | 18' Busquets 90+2' Mascherano 90+3' Alves                 |
| 9 april 2014 20:45 Estadio Vicente Calderón Madrid | 5' Koke                                                       | 1-0                         |                     | Pinto Alves, Bartra, Mascherano, Alba Xavi, Busquets, Iniesta (72' Pedro) Fàbregas (61' Sánchez), Messi, Neymar,                | 18' Busquets 90+2' Mascherano 90+3' Alves                 |

### Groepsfase Champions League
| Groep H | Groep H      | Groep H | Groep H | Groep H | Groep H | Groep H | Groep H | Groep H | Groep H |
|         |              | P       | W       | G       | V       | +       | -       | DS      | Ptn     |
| ------- | ------------ | ------- | ------- | ------- | ------- | ------- | ------- | ------- | ------- |
| 1.      | FC Barcelona | 6       | 4       | 1       | 1       | 16      | 5       | +11     | 13      |
| 2.      | AC Milan     | 6       | 2       | 3       | 1       | 8       | 5       | +3      | 9       |
| 3.      | Ajax         | 6       | 2       | 2       | 2       | 5       | 8       | −3      | 8       |
| 4.      | Celtic FC    | 6       | 1       | 0       | 5       | 3       | 14      | −11     | 3       |

## Statistieken
De speler met de meeste wedstrijden is in het groen aangeduid, de speler met de meeste doelpunten in het geel.
| Nr. | Naam                | Primera División | Primera División | Copa del Rey | Copa del Rey | Supercopa | Supercopa | Champions League | Champions League | Totaal | Totaal |
| Nr. | Naam                | Wed              | Goals            | Wed          | Goals        | Wed       | Goals     | Wed              | Goals            | Wed    | Goals  |
| --- | ------------------- | ---------------- | ---------------- | ------------ | ------------ | --------- | --------- | ---------------- | ---------------- | ------ | ------ |
| 1.  | Víctor Valdés       | 26               | 0                | 0            | 0            | 2         | 0         | 6                | 0                | 34     | 0      |
| 2.  | Martin Montoya      | 13               | 0                | 4            | 0            | 0         | 0         | 2                | 0                | 19     | 0      |
| 3.  | Gerard Piqué        | 26               | 2                | 2            | 0            | 2         | 0         | 9                | 2                | 39     | 0      |
| 4.  | Cesc Fàbregas       | 36               | 8                | 8            | 4            | 2         | 0         | 8                | 4                | 55     | 13     |
| 5.  | Carles Puyol        | 5                | 1                | 6            | 1            | 0         | 0         | 1                | 0                | 12     | 2      |
| 6.  | Xavi                | 30               | 3                | 5            | 0            | 2         | 0         | 10               | 1                | 47     | 4      |
| 7.  | Pedro               | 37               | 15               | 8            | 3            | 2         | 0         | 7                | 1                | 54     | 19     |
| 8.  | Andrés Iniesta      | 35               | 3                | 6            | 0            | 2         | 0         | 9                | 0                | 52     | 3      |
| 9.  | Alexis Sánchez      | 34               | 19               | 9            | 2            | 2         | 0         | 9                | 0                | 54     | 21     |
| 10. | Lionel Messi        | 31               | 28               | 6            | 5            | 2         | 0         | 7                | 8                | 46     | 41     |
| 11. | Neymar              | 26               | 9                | 3            | 1            | 2         | 1         | 10               | 4                | 41     | 15     |
| 12. | Jonathan Dos Santos | 3                | 0                | 0            | 0            | 0         | 0         | 0                | 0                | 3      | 0      |
| 13. | José Manuel Pinto   | 13               | 0                | 9            | 0            | 0         | 0         | 4                | 0                | 26     | 0      |
| 14. | Javier Mascherano   | 28               | 0                | 7            | 0            | 2         | 0         | 9                | 0                | 46     | 0      |
| 15. | Marc Bartra         | 20               | 1                | 6            | 1            | 0         | 0         | 4                | 0                | 30     | 2      |
| 16. | Sergio Busquets     | 32               | 1                | 5            | 1            | 2         | 0         | 9                | 1                | 48     | 3      |
| 17. | Alexandre Song      | 19               | 0                | 7            | 0            | 1         | 0         | 4                | 0                | 31     | 0      |
| 18. | Jordi Alba          | 15               | 0                | 5            | 0            | 2         | 0         | 4                | 0                | 26     | 0      |
| 19. | Ibrahim Afellay     | 1                | 0                | 1            | 0            | 0         | 0         | 0                | 0                | 2      | 0      |
| 20. | Cristian Tello      | 22               | 1                | 6            | 3            | 0         | 0         | 2                | 1                | 30     | 5      |
| 21. | Adriano             | 26               | 3                | 8            | 1            | 0         | 0         | 5                | 0                | 39     | 4      |
| 22. | Daniel Alves        | 27               | 2                | 5            | 0            | 2         | 0         | 8                | 2                | 42     | 4      |
| 23. | Isaac Cuenca        | 0                | 0                | 0            | 0            | 0         | 0         | 0                | 0                | 0      | 0      |
| 24. | Sergi Roberto       | 17               | 0                | 6            | 0            | 0         | 0         | 4                | 0                | 27     | 0      |
| 25. | Oier Olazábal       | 0                | 0                | 0            | 0            | 0         | 0         | 0                | 0                | 0      | 0      |
| 27. | Patric              | 0                | 0                | 0            | 0            | 0         | 0         | 1                | 0                | 1      | 0      |
| 28. | Adama Traoré        | 1                | 0                | 0            | 0            | 0         | 0         | 1                | 0                | 2      | 0      |
| 29. | Jean Marie Dongou   | 1                | 0                | 1            | 1            | 0         | 0         | 1                | 0                | 3      | 1      |

## Individuele prijzen
| Prijs                    | Winnaar      |
| ------------------------ | ------------ |
| Topschutter Copa del Rey | Lionel Messi |
| FIFPro World XI          | Lionel Messi |

## Afbeeldingen

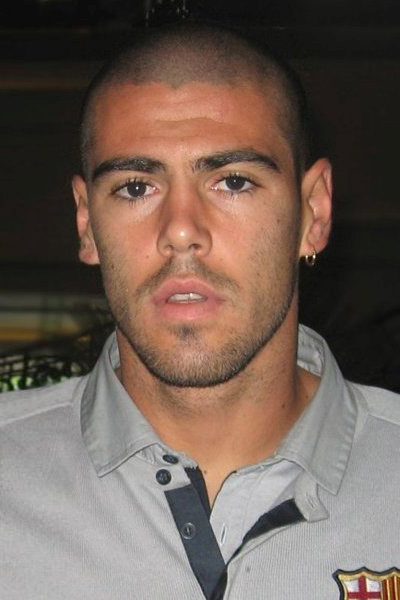
Víctor Valdés (doelman)
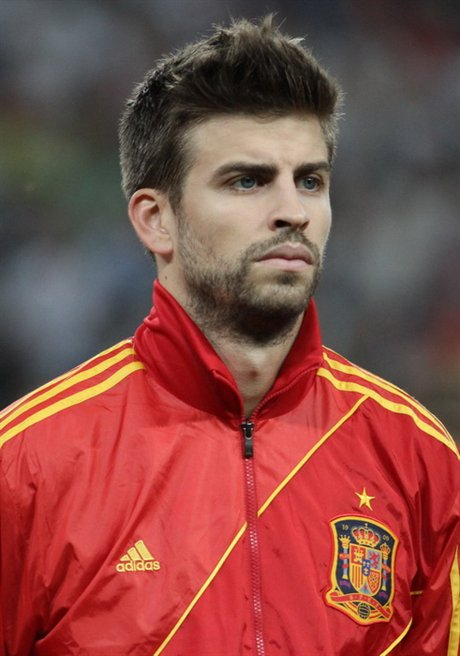
Gerard Piqué (verdediger)
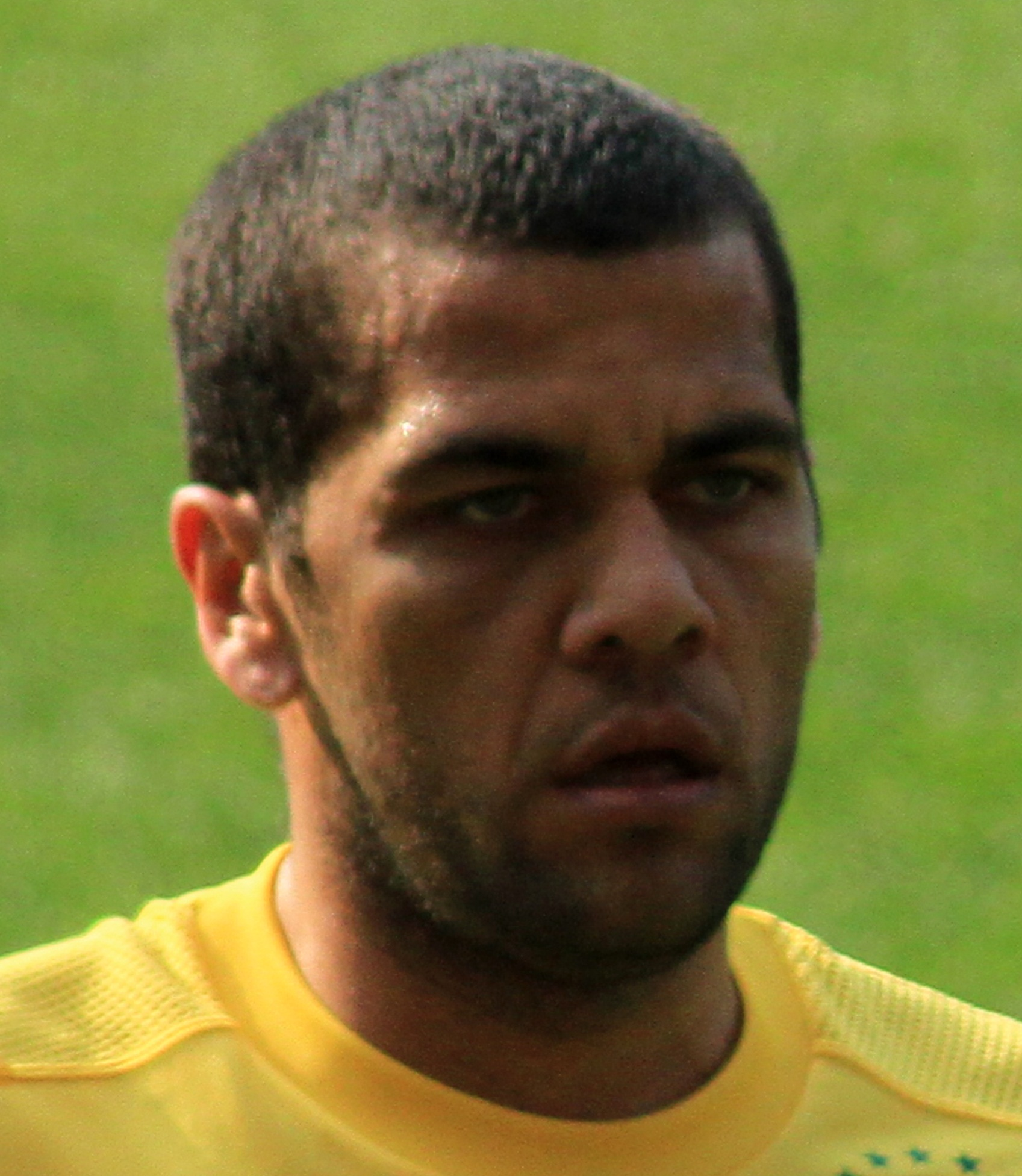
Daniel Alves (verdediger)
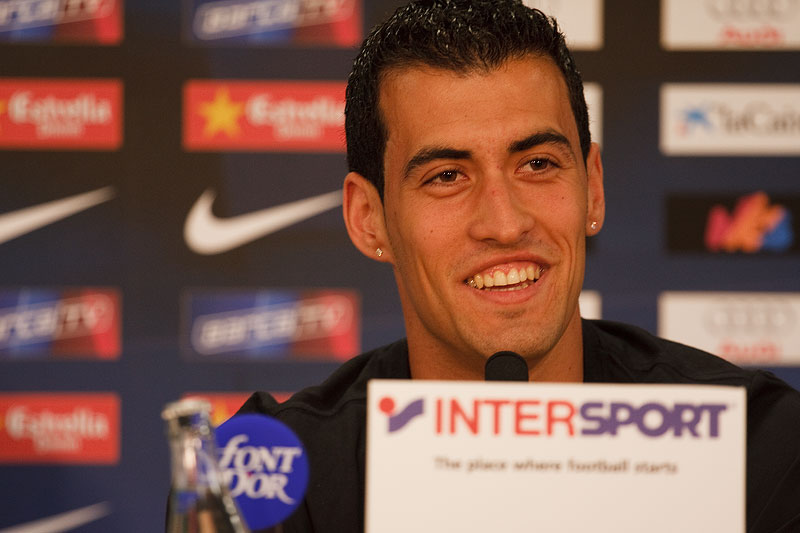
Sergio Busquets (middenvelder)
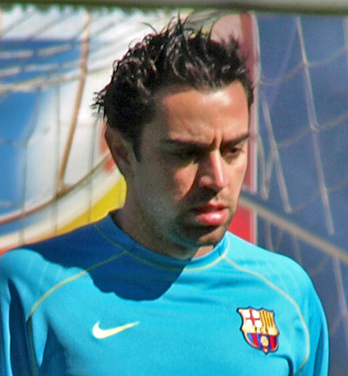
Xavi (middenvelder)
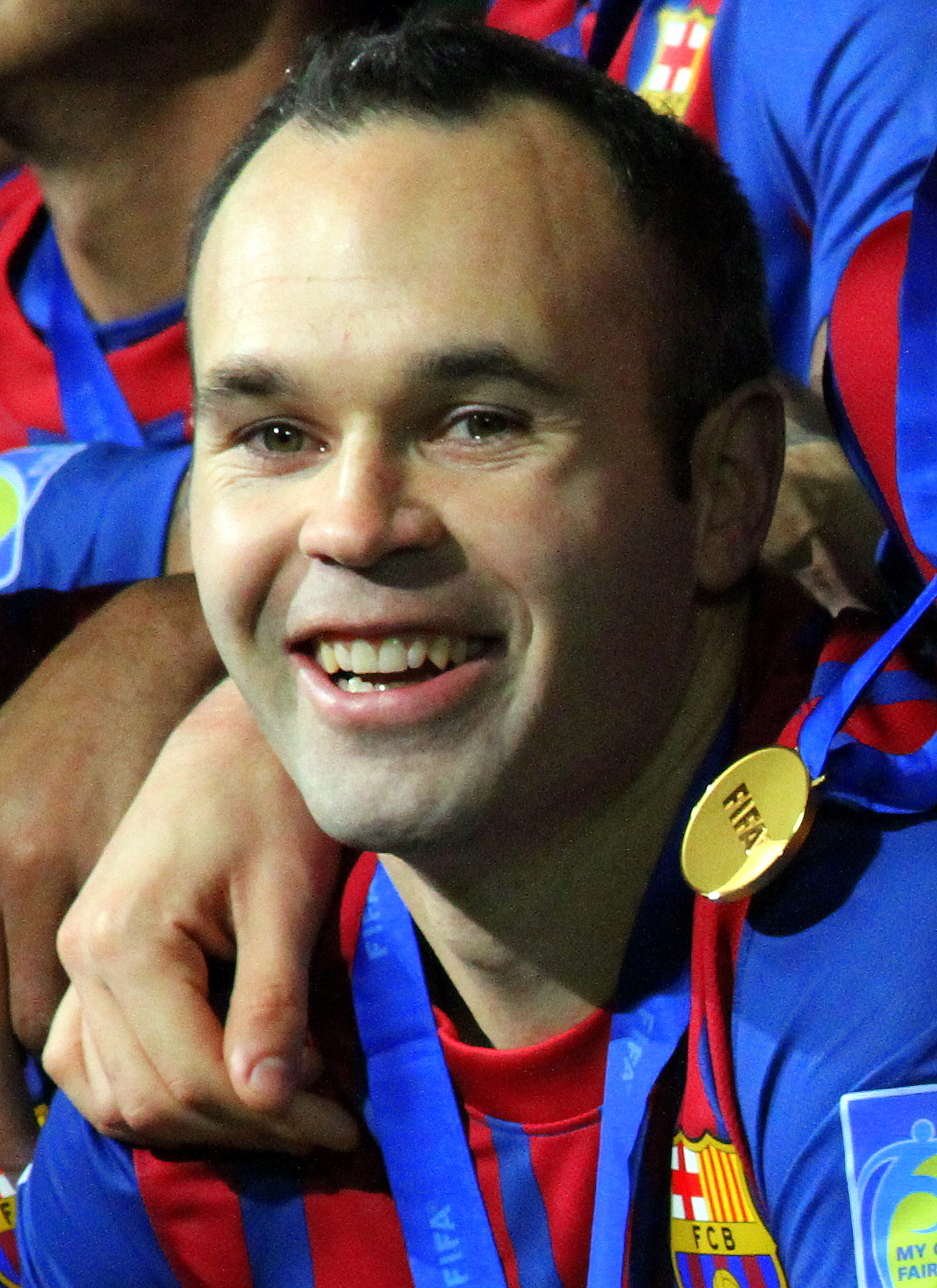
Andrés Iniesta (middenvelder)
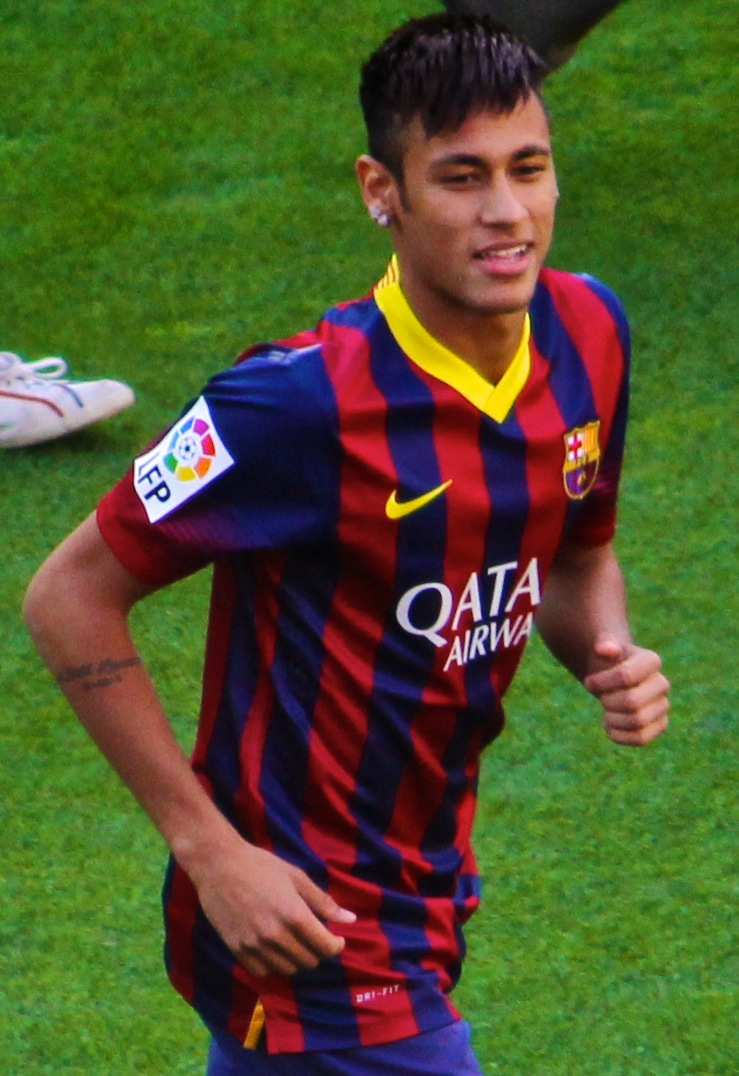
Neymar (aanvaller)
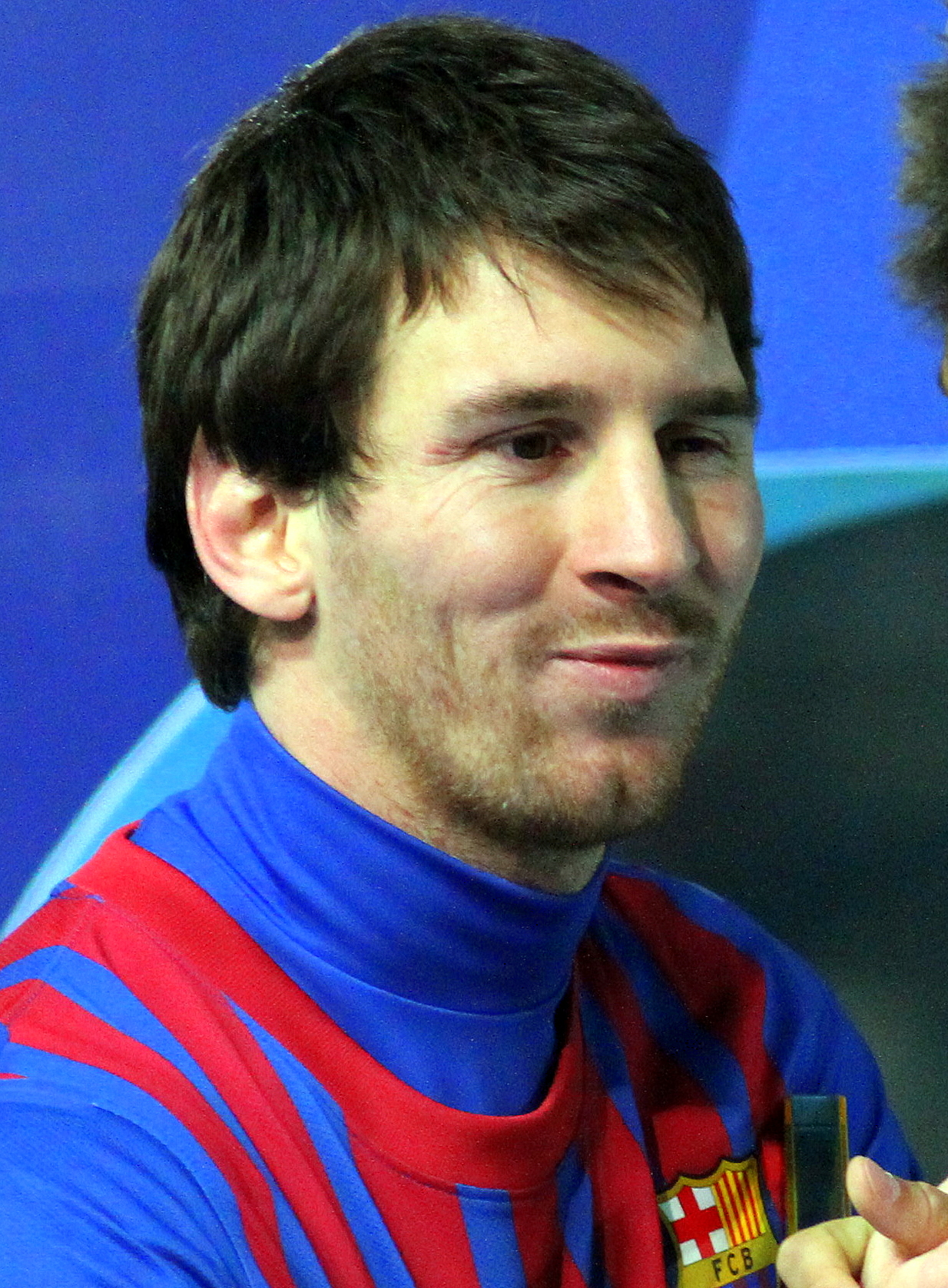
Lionel Messi (aanvaller)

1985/86 · 1986/87 · 1987/88 · 1988/89 · 1989/90 · 1990/91 · 1991/92 · 1992/93 · 1993/94 · 1994/95 · 1995/96 · 1996/97 · 1997/98 · 1998/99 · 1999/00 · 2000/01 · 2001/02 · 2002/03 · 2003/04 · 2004/05 · 2005/06 · 2006/07 · 2007/08 · 2008/09 · 2009/10 · 2010/11 · 2011/12 · 2012/13 · 2013/14 · 2014/15 · 2015/16 · 2016/17 · 2017/18 · 2018/19 · 2019/20 · 2021/22 · 2022/23 · 2023/24 · 2024/25